# Årets folkbildare
Årets folkbildare är en utmärkelse som sedan 1987 utdelas årligen av Föreningen Vetenskap och Folkbildning. Priset ges till en person eller flera personer eller organisation som under året arbetat för populariseringen av vetenskap. Föreningen delar även ut Årets förvillare till en person som under året motverkat vetenskap.
| ”                                       | Till årets folkbildare kan den utses som i Sverige under året bidragit till det mödosamma och långsiktiga arbetet med att göra vetenskapens metoder och resultat kända för en större allmänhet. Särskild vikt ska fästas vid insatser för att skapa förståelse för vetenskapens begränsningar och för behovet av kritiskt tänkande inom vetenskapen. | „ |
| – Vetenskap och Folkbildnings webbplats | |   |

## Prismottagare
Till årets folkbildare har utsetts:
- 1987: Hans Rehnvall "för sina populärvetenskapliga TV-program"
- 1988: Klas Fresk "för sina insatser för Tom Tits experiment i Södertälje"
- 1989: Gunnar Rossell "för sin medicinska journalistik"
- 1990: Skalman (skapad av Rune Andréasson) "för sina avslöjanden av fördomar och vidskepelser"
- 1991: Bodil Jönsson "som avmystifierat fysiken och gjort den begriplig"
- 1992: Peter Paul Heinemann "för sin verksamhet som radiodoktor"
- 1993: Hans-Uno Bengtsson "för sin förmåga att förena god underhållning med pedagogik på högsta nivå"
- 1994: Bengt af Klintberg "för sin upplysningsverksamhet mot mytbildning och fördomar"
- 1995: Harriet Svenhard "för sin kamp mot auktoritära sekters tankeförtryck"
- 1996: Lilian Öhrström "för sin undersökande journalistik om faran med "dolda minnen" för rättssäkerheten"
- 1997: P C Jersild "för hans författarskap om människans natur"
- 1998: Zenon Panoussis "för hans självuppoffrande mod att lägga ut Scientologskrifter på Internet"
- 1999: Georg Klein "för hans klarsynta och humanistiska beskrivningar av vetenskap, människor och kultur"
- 2000: Gunilla Myrberg "för hennes oförtröttliga folkbildande insats som radiomedarbetare i medicinska frågor"
- 2001: Torbjörn Fagerström "för hans klargörande beskrivningar av biologi och betydelsen av grundforskning"
- 2002: Olav Hammer "för hans balanserade och pedagogiska böcker om nyandlighetens historia och orsakerna till människors tro på pseudovetenskap"
- 2003: Marie Rådbo "för hennes engagerade arbete med att sprida kunskap om naturvetenskapens arbetssätt och resultat"
- 2004: Robert Aschberg "för att han gjort något så ovanligt i svenska medier som att kritiskt granska otroliga påståenden"
- 2005: Nils Uddenberg "för sina kunniga och tänkvärda beskrivningar av människan och hennes historia med utgångspunkt från såväl humaniora som biologi, och inte minst det evolutionära perspektivet"
- 2006: Hans Rosling "för sina folkbildande insatser med att sprida en faktabaserad bild av världens tillstånd och utveckling, särskilt avseende kopplingar mellan folkhälsa och ekonomi"
- 2007: Jonathan Lindström "för sina utmärkta populärvetenskapliga böcker om astronomi, kosmologi, naturhistoria och arkeologi."
- 2008: Anna Bäsén "för hennes kritiskt granskande reportage om alternativmedicinska behandlingsmetoder."
- 2009: Staffan Ulfstrand "för hans entusiasmerande och pedagogiska böcker om evolutionen och hans många populärvetenskapliga föredrag, särskilt under det dubbla Darwin-jubileet 2009."
- 2010: Åsa Vilbäck "har i sitt TV-program Dr. Åsa i Sveriges Television på ett sakligt och informativt sätt beskrivit sjukdomar och behandlingar. Genom att hålla en god populärvetenskaplig standard i sina program har Åsa Vilbäck tydligt markerat vikten av evidensbaserad medicin."
- 2011: Hjärnkontoret har "bidragit till att fostra hela dagens generation av studenter och unga forskare vid landets högskolor. Tack vare sin tilltalande form och sin lämpliga sändningstid i SVT når Hjärnkontoret ut till barn med alla slags bakgrund och kan därmed bredda och demokratisera rekryteringen av framtidens forskare. Därtill ökar programmet kunskapen om och uppskattningen för vetenskap bland allmänheten i stort."
- 2012: Medierna i P1 "för sin pedagogiska granskning av felaktigheter i massmedia."
- 2013: Dan Josefsson "för sin bok Mannen som slutade ljuga och dokumentärfilmen Kvinnan bakom Thomas Quick (gjord tillsammans med Jenny Küttim)"[2]
- 2014: Tidningen Metros Viralgranskaren. Viralgranskarens redaktion, Jack Werner, Linnéa Jonjons och Åsa Larsson, fick priset "för sitt arbete med att granska påståenden som sprids i sociala medier samt för att de på ett tydligt och lättbegripligt sätt lär ut ett kritiskt förhållningssätt, och visar på vikten att ifrågasätta och källgranska uppgifter på nätet."[3]
- 2015: Institutet i P3, med motiveringen att programmet "med programledarna Karin Gyllenklev och Jesper Rönndahl i spetsen har visat hur man med humor som verktyg kan nå ut med vetenskap till en bredare publik. Med en innovativ och respektlös attityd har man närmat sig ett stort antal vetenskapliga ämnen på ett charmigt och engagerande sätt."[4]
- 2016: Dagens Nyheters vetenskapsredaktion, med motiveringen "Vetenskapsredaktör Maria Gunther och medicinreporter Amina Manzoor har under året tillgängliggjort medicin och annan vetenskap på ett lättbegripligt och insatt sätt för allmänheten". [5]
- 2017: Emma Frans "för sin förmåga att på ett pedagogiskt och humoristiskt sätt sprida kunskap och förklara myter och missförstånd kring vetenskap."[6]
- 2018: Fråga Lund "för att med hjälp av forskare och andra experter inom olika ämnesområden på ett lättillgängligt sätt besvara tittarfrågor kring forskning och vetenskap. "[7]
- 2019: Christian Dahlström "för sin enträgna och utmärkta grävande journalistik. Framför allt premieras hans arbete i podcasten Sinnessjukt, där han med stort mod och grundligt journalistiskt arbete exponerat maktmissbruk, kvacksalveri och pseudovetenskap, samtidigt som han också verkat folkbildande genom att informera om psykisk ohälsa och vetenskapligt baserade behandlingar."[8]
- 2020: Åsa Wikforss och Fri Tanke Förlag "för deras berömvärda gärning att under året skänka 65000 exemplar av Wikforss bok Alternativa fakta till svenska gymnasieelever"[9]
- 2021: Maria Ahlsén och Jessica Norrbom för arbetet med boken och podcasten Frisk utan flum, samt Jacob Gudiol som är författare och debattör inom träning och hälsa. Motiveringarna löd "Maria Ahlsén och Jessica Norrbom har med sin bok och podcast Frisk utan flum tagit sig an frågan om hur våra levnadsvanor kan bidra till en god hälsa. De belyser ämnet från ett flertal perspektiv, förankrade i forskning. Ahlsén och Norrbom låter på detta sätt vetenskapens ljus skina över ett område som berör oss alla, och som så ofta annars domineras av cyniskt lurendrejeri, gissningar och alternativläror." samt "Jacob Gudiols mångåriga insats för att via bloggar, podcasts och debatterande i sociala medier utbilda allmänheten i frågor om träningslära är ett värv som främjar folkhälsan. Hans till synes outtröttliga arbete med att introducera publiken till ett evidensbaserat angreppssätt i hälso- och livsstilsfrågor gör honom till en sann folkbildare och en inspirationskälla."[10]
- 2022: Sabaton "för att de framställer historiska skeenden på ett bra och korrekt sätt. De ger sin publik mer information än vad som ryms i deras sångtexter."[11] Valet av pristagare ifrågasattes när det upptäcktes att en av bandmedlemmarna under en intervju 2016 uttalat sig positivt om resultatet efter Rysslands annektering av Krim 2014. Under 2022 hade Ryssland invaderat Ukraina, och föreningen fick stå till svars för hur Sabaton var berättigade att prisas som folkbildare i skuggan av kriget.[12] Efter ett extra styrelsemöte godkändes valet av pristagare, eftersom gruppen tydligt tagit avstånd från Ryssland i det pågående kriget.[13]
- 2023: Instagramkontot Kvinnokliniken för sitt arbete att sprida kunskap om kvinnohälsa[14]
- 2024: Clas Svahn "för att han med sitt mångåriga arbete inom UFO-Sverige och AFU (Archives for the Unexplained) visat hur man samtidigt kan ha både ett öppet sinne och ett vetenskapligt förhållningssätt till ovanliga eller oförklarliga fenomen."[15]